# Bury Football Club
El Bury Football Club és un club de futbol anglès de la ciutat de Bury, Gran Manchester. El 27 d'agost de 2019, el club va ser expulsat de la lliga anglesa de futbol per problemes financers.

## Història
El club fou creat l'any 1885 per Aiden Arrowsmith en una reunió entre els clubs Bury Wesleyans i Bury Unitarians. El 1892 guanyà la Lancashire Challenge Cup i el 1894 ingressà a la segona divisió de la Football League, títol que guanyà en la seva primera participació, assolint l'ascens a la First Division, romanent-hi fins al 1912.
El 21 d'abril de 1900 derrotà el Southampton FC 4-0 a la final de la FA Cup. Repetí triomf el 1903, aquest cop derrotant per 6-0 el Derby County FC un 18 d'abril. Aquest resultat es manté com la major victòria de la història en una final de la FA Cup.
L'any 1923 tornà a ascendir a la First Division i la temporada 1925-26 assolí la seva millor classificació a la categoria, amb una quarta posició. Dues temporades més tard, això no obstant, tornà a baixar a Segona, no havent tornat a jugar mai més a la màxima categoria del futbol anglès. L'any 1971 baixà per primer copa a la Fourth Division.
Amb l'ajut del seu benefactor Hugh Eaves, aconseguí retornar a la segona categoria durant els anys 1997-99, però tornà a descendir per irregularitats econòmiques.

## Palmarès
- Segona Divisió anglesa: 
  - 1895
- Tercera Divisió anglesa:
  - 1961, 1997
- FA Cup:
  - 1900, 1903
- Lancashire Cup:
  - 1892, 1899, 1903, 1906, 1926, 1958, 1983, 1987
- Lancashire Junior Cup:
  - 1890
- Manchester Cup:
  - 1894, 1896, 1897, 1900, 1903, 1905, 1925, 1951, 1952, 1962, 1968